# Вершино-Тёйский поссовет
Верши́но-Тёйский поссове́т — городское поселение в Аскизском районе Хакасии.
Административный центр — пгт Вершина Тёи.
Распоряжением Правительства РФ от 29 июля 2014 года № 1398-р «Об утверждении перечня моногородов» муниципальное образование включено в категорию «Монопрофильные муниципальные образования Российской Федерации (моногорода) с наиболее сложным социально-экономическим положением».

## История
Статус и границы городского поселения установлены Законом Республики Хакасия от 7 октября 2004 года № 67 «Об утверждении границ муниципальных образований Аскизского района и наделении их соответственно статусом муниципального района, городского, сельского поселения»

## Население
| 2009  | 2010  | 2012  | 2013  | 2014  | 2015  | 2016  |
| ----- | ----- | ----- | ----- | ----- | ----- | ----- |
| 4239  | ↘3756 | ↘3686 | ↘3647 | ↘3583 | ↘3545 | ↘3449 |
| 2017  | 2018  | 2019  | 2020  | 2021  |       |       |
| ↘3309 | ↘3184 | ↘3057 | ↘3017 | ↗3109 |       |       |

### Национальный состав
Русские, хакасы, шорцы.

## Состав городского поселения
В состав городского поселения входит один населённый пункт — пгт Вершина Тёи.

## Местное самоуправление
Главы поссовета
- с 8 февраля 2015 года — Дегтярёв Сергей Николаевич[16]